# Jiang Wenye

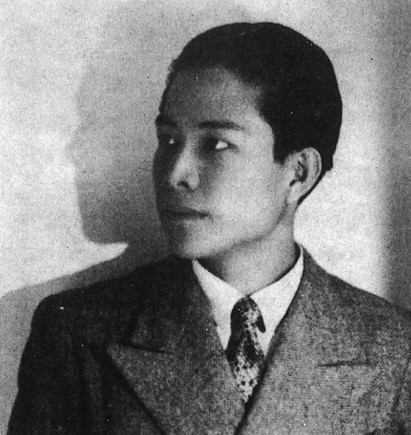
Jiang Wenye

Jiang Wenye (chinesisch 江文也, Pinyin Jiāng Wén yě, W.-G. Chiang Wen yeh; japanisch Koh Bunya; * 11. Juni 1910 in Tamsui, Neu-Taipeh, Taiwan; † 24. Oktober 1983 in Peking, Volksrepublik China) war ein chinesischer Komponist.

## Leben
Jiang wuchs zunächst in Taiwan auf, das damals Kolonie des Japanischen Kaiserreichs war. Er hieß ursprünglich Jiang Wenbin, seine Vorfahren stammten vom Festland aus Yongding in der chinesischen Provinz Fujian und gehörten zur Bevölkerungsgruppe der Hakka. Seine Familie zog 1916 wieder dorthin und siedelte sich in Xiamen an. Zum weiterführenden Unterricht wurde er nach Japan geschickt, wo er von 1923 bis 1929 die Mittelschule in Nagano besuchte. Anschließend absolvierte er an einer Technischen Hochschule in Tokio bis 1932 eine Ausbildung zum Elektroingenieur, nahm aber gleichzeitig Gesangsunterricht.
Gemäß der japanischen Aussprache seines Namens nannte er sich von 1932 bis 1938 Bunya Koh. Er verlagerte sein Hauptinteresse nun ganz auf die Musik, weshalb er von seinem Vater nicht mehr finanziell unterstützt wurde. Daraufhin schlug er sich als Sänger und Kopist in einem Musikverlag durch, ließ sich weiter im Fach Gesang ausbilden und studierte Komposition bei Yamada Kōsaku und Hashimoto Kunihiko. In dieser Zeit wurde er als Bariton von der Columbia Records Company und von der Opera Company des Tenors Yoshie Fujiwara engagiert, es folgten erste Nebenrollen in Opern wie Puccinis La Bohème und Tosca. Gleichzeitig nahm er weiteren Kompositionsunterricht ab Mitte der 1930er Jahre bei dem Russen Alexander Tscherepnin. Tscherepnin sorgte dafür, dass Jiangs Werke verlegt wurden, und betrieb mit ihm bei Reisen nach Peking und Shanghai Studien zur chinesischen Volksmusik. Als Komponist feierte Jiang erste Erfolge, er gewann Preise bei vier nationalen Wettbewerben in Japan. Mit seinem Werk Formosan Dance erreichte er beim Wettbewerb für Orchestermusik während der Olympischen Sommerspiele 1936 in Berlin eine lobende Erwähnung. Seine Klaviersuite Impromptus  wurde 1938 beim Internationalen Festival für Neue Musik in Venedig ausgezeichnet. Bis dahin wurde er als „japanischer Komponist“ bezeichnet.
1938 verließ er Tokio und zog nach Peking, das im Zweiten Japanisch-Chinesischen Krieg unter Japans Kontrolle war. Jiang wurde dort Leiter der Musikabteilung an der Pädagogischen Universität. Inzwischen führte er wieder seinen chinesischen Namen Jiang Wenye und beschäftigte sich intensiv mit Chinas Kultur und mit dem Konfuzianismus. Zu den bekanntesten Kompositionen der folgenden Jahre zählt die Orchestersuite The Music of the Confucian Temple (1939). Daneben schrieb Jiang während des Krieges auch Musik für japanische Propaganda-Filme. Nach der Kapitulation Japans 1945 wurde er deshalb von der nationalchinesischen Kuomintang-Regierung zu einer zehnmonatigen Gefängnisstrafe verurteilt.
1947 konnte Jiang in den Lehrberuf zurückkehren. Er unterrichtete zunächst an der National Arts Specialist School, blieb nach Gründung der Volksrepublik China 1949 in Peking und wurde 1950 Professor am neu gegründeten Zentralen Musikkonservatorium. Im Zuge der Anti-Rechts-Bewegung wurde er 1957 angeklagt und degradiert, sein Werk wurde verboten, vieles davon vernichtet. Er konnte noch zwei Sinfonien (1957, 1962) fertigstellen, die sich mit der Geschichte Taiwans auseinandersetzten. Haft und vier Jahre Zwangsarbeit bis 1973 während der Kulturrevolution (1966 bis 1976) ruinierten seine Gesundheit. Anfang 1978 wurde er rehabilitiert. Er erhielt seinen Posten als Hochschullehrer zurück und begann mit der Komposition eines sinfonischen Werks unter dem Titel The Voice of Mount Ali. Im Mai desselben Jahres erlitt er einen Schlaganfall, der ihn ans Bett fesselte. Er starb im Oktober 1983.

## Schaffen
Jiang schrieb Orchesterwerke, Kammermusik, Werke für Klavier und Lieder. Er vertrat als Komponist einen Stil, der moderne westliche und traditionelle östliche Elemente kombinierte, eine „Synthese von Europa und Asien“, ganz im Sinne seines Lehrers Tscherepnin. So finden sich einerseits Einflüsse von Debussy, Strawinsky, Prokofjew und Bartók, andrerseits verwendete Jiang pentatonische Skalen aus der chinesischen Volksmusik und verarbeitete, etwa in den 16 Bagatellen für Klavier, Melodien für Instrumente wie Pipa und Erhu.

## Rezeption
Der Film Café Lumière des Regisseurs Hou Hsiao-Hsien (2003) erzählt von einer jungen Forscherin, die sich mit Jiang Wenye beschäftigt. Jiangs Werk fließt in die Filmmusik mit ein, seine japanische Frau und seine Tochter wirken in Kurzauftritten mit.
Zum 100. Geburtstag des Komponisten wurde 2010 in Xiamen, wo er einen Teil seiner Jugend verbrachte, eine Bronzestatue errichtet.